# Esterri de Cardós
Esterri de Cardós – gmina w Hiszpanii, w prowincji Lleida, w Katalonii, o powierzchni 16,5 km². W 2011 roku gmina liczyła 75 mieszkańców.